# ميثيل فينيدات
ميثيل فندات (بالإنجليزية: Methylphenidate)‏ (أسماء تجارية كونسيرتا, ميثيلين, ميديكينيت, ريتالين, إكواسيم إكس إل, كويليفينت إكس آر, ميتاديت) هو منبه للجهاز العصبي المركزي (CNS) من مجموعة فينيثيلامين مستبدلة. وهو يستخدم في علاج اضطراب نقص الانتباه مع فرط النشاط (ADHD) و النوم القهري (Narcolepsy). وقد تمت دراسة ميثيل فينيديت بأبحاث لأكثر من 50 عاما، وثبت أن له فعالية وسلامة وسجل جيد جدا لعلاج اضطراب نقص الانتباه مع فرط النشاط. كانت ملكية البراءة الأصلية التي تم الاستحواذ عليها بواسطة سيبا-جايجى، والآن شركة نوفارتيس. تم الترخيص لأول مرة من قبل الولايات المتحدة إدارة الغذاء والدواء (FDA) في عام 1955 لعلاج ما كان يعرف آنذاك باسم فرط النشاط.
وقد تم وصفه للمرضى ابتداء من عام 1960، والدواء أصبح شائعا على نحو متزايد منذ 1990، عندما تم تشخيص ADHD الذي أصبح أكثر قبولا على نطاق واسع. ارتفعت وصفات ميثيل فينيدات بين عامي 2007 و 2012 بنسبة 50٪ في بريطانيا وفي عام 2013 ارتفع استهلاك ميثيل فينيدات العالمي إلى 2.4 مليار جرعة، بزيادة 66٪ مقارنة بالعام السابق. استمرت الولايات المتحدة في حساب لأكثر من 80٪ من الاستهلاك العالمي.
ويعتقد أن حالة ADHD وغيرها مما تشترك بظروف مماثلة تكون مرتبطة بأداء فرعي من وظائف الدوبامين ونورإبينيفرين في الدماغ، في المقام الأول في قشرة الفص الجبهي، المسؤولة عن وظيفة تنظيمية ذاتية (على سبيل المثال، تثبيط، دافع، و التذكر) و وظيفة تنفيذية (على سبيل المثال، المنطق، التنظيم، حل المشكلات, و تخطيط). آلية عمل ميثيل فينيديت تنطوي على تثبيط إعادة امتصاص الكاتيكولامين ، في المقام الأول باعتباره يمنع إعادة امتصاص الدوبامين . الميثيلفينيديت يعمل من خلال منع نقل الدوبامين و  نقل النورإبينفرين  , مما يؤدي إلى زيادة تركيز الدوبامين والنورادرينالين داخل مشبك كيميائي. هذا التأثير يؤدي بدوره إلى زيادة التوصيل العصبي للدوبامين والنورادرينالين. الميثيلفينيديت هو أيضا يعد منشطا لمستقبلات مستقبل 5-HT1A .

## الإستخدامات

### الطبية
هو المنصوص عليها ميثيل فينيديت عادة كمنبه (مادة) ويعمل عن طريق زيادة النشاط في الجهاز العصبي المركزي. وتنتج هذه الآثار عن زيادة أو الحفاظ على اليقظة، ومكافحة التعب، وتحسين الانتباه. تقدر الفعالية والفوائد لميثيل فينيديت والتكلفة جيدا على المدى القصير. لم تتم الموافقة على استخدام ميثيل فينيديت للأطفال دون سن السادسة من العمر. ويمكن أيضا أن يوصف ميثيل فينيديت للاستخدام بدون تصريح في الحالات المقاومة لعلاج اضطراب ثنائي القطب واضطراب اكتئابي.
تحليل تلوي ومراجعات منهجية من التصوير بالرنين المغناطيسي الدراسات تشير إلى أن العلاج طويل الأمد مع المنشطات لعلاج اضطراب نقص الانتباه مع فرط النشاط (على وجه التحديد، الأمفيتامين و ميثيل فيتيديت) يقلل من
التشوهات في بنية ووظيفه الدماغ التي لوحظت في مرضى اضطراب نقص الانتباه مع فرط النشاط . وعلاوة على ذلك، أنشأ استعراض البحوث السريرية للمنبه سلامة وفعالية استخدامه على المدى الطويل لدى منشطات اضطراب نقص الانتباه مع فرط النشاط للأفراد الذين يعانون من اضطراب نقص الانتباه مع فرط النشاط. على وجه الخصوص، وقد أثبتت فعالية مستمرة العلاج وسلامة كل من الأمفيتامين وميثيل فينيديت في تجارب الأدوية التي بتم الرقابة عليها لفترات تبلغ عدة سنوات.

#### اضطراب نقص الانتباه مع فرط النشاط
ميثيل فينيدات قد تم إقراره من قبل الولايات المتحدة إدارة الغذاء والدواء (FDA) لعلاج اضطراب نقص الانتباه مع فرط النشاط. إضافة أدوية تعديل السلوك (مثل العلاج سلوكي معرفي (CBT)) له فوائد إضافية على نتائج العلاج. الأشخاص الذين يعانون من اضطراب نقص الانتباه مع فرط النشاط عرضة لخطر متزايد من اضطرابات تعاطي المخدرات، ولكن الأدوية المنشطة تقلل من هذه المخاطر. اقترحت دراسة عام 2010 عن الميثيل فينيديت لاضطراب نقص الانتباه مع فرط النشاط عند الكبار ولكن ثبت أن الميثيل فينيديت لا يكون له التأثير المتوقع سابقا من تحسين النتائج الأكاديمية على المدى الطويل في هؤلاء الأفراد.

#### نوم قهري
نوم قهري, اضطراب النوم المزمن يتميز بالنعاس المتزايد خلال النهار وحاجة مفاجئة للنوم، ويتم التعامل مع هذه الحالة في المقام الأول باستخدام المنشطات. يعتبر ميثيل فينيديت فعالا في زيادة اليقظة، النشاط، والأداء. الميثيل فينيديت يحسن مقاييس النعاس أو النيمومة في الاختبارات الموحدة، مثل اختبار النوم متعدد الكمون ، ولكن الأداء لم يتحسن إلى مستويات مماثلة للاصحاء.

#### حالات أخرى
استخدام المنبهات مثل ميثيل فينيديت في حالات الاكتئاب المقاوم للعلاج قد أعتبر مثيرا للجدل. ميثيل فينيديت يمكن استخدامه بالإضافة إلى مضادات الاكتئاب لعلاج اضطراب اكتئابي المقاوم. ويمكن أيضا تحسين الاكتئاب في عدة مجموعات بما في ذلك السكتة الدماغية والسرطان، والمرضى المصابون بفيروس نقص المناعة البشرية. قد يكون للمنشطات تأثيرات جانبية أقل من مضادات الاكتئاب ثلاثية الحلقات في المرضى وكبار السن. في الأشخاص الذين يعانون من أمراض السرطان المزمنة، ميثيل فينيديت يمكن استخدامه لمواجهة النعاس الناجم عن المواد الأفيونية، زيادة التأثيرات المسكنة للمواد الأفيونية، ولعلاج الاكتئاب، وتحسين الوظائف الادراكية.

### لتحسين الاداء
تم العثور في تحليل تلوي لعام 2015 على أدلة ذات جودة عالية أن الجرعات العلاجية من الأمفيتامين و ميثيل فيتيديت قد أسفر عن تحسن متواضع في الأداء على ذاكرة عاملة ، و الذاكرة العرضية، والسيطرة المثبطة اختبارات في البالغين الأصحاء الطبيعيين. يعتبر  ميثايلتكنو ــMethyltechno ODF الصورة النشطة لفيتامين b12 ميثيل فينيديت والمنشطات الأخرى التي تعالج اضطراب نقص الانتباه مع فرط النشاط أيضا تحسن مهمة أهميته وزيادة الشهوة. يمكن للمنبهات مثل الأمفيتامين وميثيل فينيديت تحسين أداء المهام الصعبة والمملة, وتستخدم من قبل بعض الطلاب كأداة مساعدة في دراسة وأخذ الاختبارات. استنادا إلى دراسات عن استخدام المنشطات غير المشروعة المبلغ عنها ذاتيا، واستخدام كدواء الترفيهية بدلا من لتحسين الاداء، هو السبب الأساسي الذي يستخدم الطلاب من أجله المنشطات. جرعات مفرطة من ميثيل فينيديت، فوق المجال العلاجي، يمكن أن تتداخل مع عمل الذاكرة ووظائف تنفيذية. مثل الأمفيتامين وبوبروبيون، ميثيل ينيديت يزيد القدرة على الصمود والقدرة على التحمل في البشر في المقام الأول من خلال مثبطات استرداد السيروتونين الانتقائية تثبيط امتصاص الدوبامين في الجهاز العصبي المركزي. وعلى غرار الافتقار إلى تنشيط الذهن عند استخدام كميات كبيرة، أي جرعات كبيرة من ميثيل فيتيديت يمكن أن تحدث الآثار الجانبية التي تعيق الأداء الرياضي، مثل انحلال الربيدات وارتفاع الحرارة .

## علم العقاقير

### الحراك الدوائى
| لمحة الارتباط |           |
| ناقل          | ربيطة مول |
| SERT          | >10,000   |
| NET           | 345.1     |
| DAT           | 41        |

ميثيل فينيديت يعمل في المقام الأول باعتباره مثبط إعادة أخذ دوبامين-نور إبينفرين (NDRI). إنه بنزيل بيبيريدين ومشتق فينيثيلامين الذي يشارك أيضا جزء من البنية الأساسية مع الكاتيكولامينات.
ميثيل فينيديت هو الأكثر نشاطا في تحوير مستويات الدوبامين وإلى حد أقل نورإبينفرين. ميثيل فينيديت يرتبط ب ويغلق ناقل الدوبامين وناقل نورإبينفرين .
في حين أن كلا الأمفيتامين وميثيل فينيديت هي عقاقير تسمى مولدات الدوبامين ، وتجدر الإشارة إلى أن العفاقير مثل ميثيل فينيديت أساليب عملها تختلف. على وجه التحديد، ميثيل فينيديت هو مثبط إعادة أخذ الدوبامين في حين أن الأمفيتامين هو على حد سواء يعد عامل إطلاق ومثبط إعادة امتصاص الدوبامين ونورإبينفرين. كل واحد من هذه الأدوية لها تأثير مماثل على نورإبينفرين التي هي أضعف من تأثيرها على الدوبامين. ميثيل فينيديت آلية العمل في إفراز الدوبامين والنورادرينالين تختلف اختلافا جوهريا عن معظم مشتقات الفينيثيلامين الأخرى، كما يعتقد أن ميثيل فينيديت يقوم بزيادة معدل الإطلاق العام, في حين أن  أمفيتامبن  يقلل من معدل الإطلاق العام ويعكس تدفق أحاديات الأمين عبر تفعيل TAAR1 .
ميثيل فينيديت على حد سواء ناقل الدوبامين وناقل الإبينفرين قابلية الارتباط مع دكسترو ميثيل فينيديت المتماثلين صوريا التي تظهر تقاربا بارزا لناقل الإبينفرين. كل من يميتى التدوير ويسارى التدوير المتماثلين صوريا عرض تقارب مستقبلات لهرمون السيروتونين 5HT1A و 5HT2B مجموعة فرعية، على الرغم من الربط المباشر لناقل السيروتينين لم تكن قد لوحظت. وأكدت دراسة لاحقة للمصاوغ مرآتي ثريوز مرتبطة بمستقبل 5HT1A , ولكن دون أي نشاط كبير على 5HT2B حيث لم يتم العثور على مستقبلات.
ميثيل فينيديت يمكن أن يقوم بحماية الخلايا العصبية من التأثيرات السمية العصبية لمرض باركنسون وإساءة استخدام ميثامفيتامين .
إن يمينى التدوير المتماثلين صوريا هم بشكل ملحوظ أكثر قوة من يسارى التدوير المتماثلين صوريا، وبالتالي بعض الأدوية تحتوي فقط دكس ميثبل فينيديت.
تم التعرف على ميثبل فينيديت باعتباره منشط مستقبلات سيغما 1 .

### Pharmacokinetics
Methylphenidate taken orally has a توافر حيوي of 11–52% with a duration of peak action around 2–4 hours for instant release (i.e. Ritalin), 3–8 hours for sustained release (i.e. Ritalin SR), and 8–12 hours for extended release (i.e. Concerta). The half-life of methylphenidate is 2–3 hours, depending on the individual. The peak plasma time is achieved at about 2 hours.
d-Methylphenidate is much more bioavailable than l-methylphenidate when administered orally, and is primarily responsible for the psychoactivity of مزيج راسيمي methylphenidate.
Contrary to the expectation, taking methylphenidate with a meal speeds absorption.